# Casa Senyorial de Malpils
La Casa Senyorial de Mālpils (en letó: Mālpils muižas pils) és una mansió a la regió històrica de Vidzeme, al municipi de Mālpils del nord de Letònia.

## Història
Un castell militar (en alemany: Schloß Lemburg) va ser construït a la segona meitat del segle xiv i demolit després de la guerra de 1626. No va ser substituït fins a la segona meitat del segle xviii, quan una nova finca va ser construïda a la vora de les ruïnes del castell.La mansió es va cremar el 1905 i va ser reconstruïda entre 1907 i 1911 pel mestre d'obres Jānis Meņģelis d'acord amb un disseny de l'arquitecte Wilhelm Bockslaff.
De 1949 a 1965 va ser la seu d'una escola de tecnologia de reg. Després de 1980 va allotjar un museu sobre l'agricultura i el reg, que mostra el primer mapa de Letònia dibuixat el 1688 per enginyers suecs. L'edifici va ser privatitzat i renovat després de 2006 i ara allotja un restaurant i un hotel amb sales per a conferències.